# 2014–15年東南亞洪災
2014–2015年东南亚洪灾，是指发生自2014年12月14日起，位于东南亚的洪灾。受灾范围包括了印尼、马来西亚、菲律宾、泰国，四国合计的撤离人数达到数十万人，死亡人数达数十人。